# هايوارد (كاليفورنيا)
هايوارد هي مدينة أنشئت تقع في شرق خليج سان فرانسيسكو في مقاطعة ألاميدا. وهي سادس أكبر مدينة في منطقة خليج سان فرانسيسكو.

## التركيبة السكانية
حدّد مكتب تعداد الولايات المتحدة بيانات التركيبة السكانية لهايوارد في تعداد الولايات المتحدة. في ما يلي، التركيبة السكانية حسب تعدادي 2000 و2010.

### تعداد عام 2000
بلغ عدد سكان هايوارد 140,030 نسمة بحسب تعداد عام 2000، وبلغ عدد الأسر 44,804 أسرة وعدد العائلات 31,931 عائلة مقيمة في المدينة. في حين سجلت الكثافة السكانية 844 نسمة لكل كيلومتر مربع (2,185.9/ميل2). وبلغ عدد الوحدات السكنية 45,922 وحدة بمتوسط كثافة قدره 276.8 لكل كيلومتر مربع (716.9/ميل2).
وتوزع التركيب العرقي للمدينة بنسبة 42.95% من البيض و10.98% من الأمريكيين الأفارقة و0.84% من الأمريكيين الأصليين و18.98% من الأمريكيين ذوي الأصول الآسيوية و1.91% من سكان جزر المحيط الهادئ و16.81% من الأعراق الأخرى و7.52% من عرقين مختلطين أو أكثر و34.17% من الهسبانيون أو اللاتينيون من أي عرق.
بلغ عدد الأسر 44,804 أسرة كانت نسبة 42.5% منها لديها أطفال تحت سن الثامنة عشر تعيش معهم، وبلغت نسبة الأزواج القاطنين مع بعضهم البعض 50.3% من أصل المجموع الكلي للأسر، ونسبة 14.5% من الأسر كان لديها معيلات من الإناث دون وجود شريك، بينما كانت نسبة 6.4% من الأسر لديها معيلون من الذكور دون وجود شريكة وكانت نسبة 28.7% من غير العائلات. تألفت نسبة 20.9% من أصل جميع الأسر من عدة أفراد يعيشون في نفس المنزل ونسبة 7.3% كانت تتألف من شخص يعيش بمفرده يبلغ من العمر 65 عاماً أو أكثر. وبلغ متوسط حجم الأسرة المعيشية 3.08، أما متوسط حجم العائلات فبلغ 3.58.
بلغ العمر الوسطي للسكان 31.9 عاماً. وكانت نسبة 26.7% من القاطنين تحت سن الثامنة عشر، وكانت نسبة 10.5% بين الثامنة عشر والرابعة والعشرين عاماً، ونسبة 33.1% كانت واقعةً في الفئة العمرية ما بين الخامسة والعشرين والرابعة والأربعين عاماً، ونسبة 18.7% كانت ما بين الخامسة والأربعين والرابعة والستين، ونسبة 9.4% كانت ضمن فئة الخامسة والستين عاماً فما فوق. يوجد لكل 100 أنثى 99.3 ذكر، ويوجد لكل 100 أنثى في الثامنة عشر من عمرها فما فوق 97.3 ذكر.
بلغ متوسط دخل الأسرة في المدينة 51,177 دولارًا، أما متوسط دخل العائلة فبلغ 54,712 دولارًا. وكان متوسط دخل الذكور 37,711 دولارًا مقابل 31,481 دولارًا للإناث. وسجل دخل الفرد الخاص بالمدينة 19,695 دولارًا. وكانت نسبة 7.2% من العائلات ونسبة 10% من السكان تحت خط الفقر، وكان من هؤلاء نسبة 12.2% تحت سن الثامنة عشر ونسبة 7.2% في الخامسة والستين من العمر وما فوق.

### تعداد عام 2010
بلغ عدد سكان هايوارد 144,186 نسمة بحسب تعداد عام 2010، وبلغ عدد الأسر 45,365 أسرة وعدد العائلات 32,559 عائلة مقيمة في المدينة. في حين سجلت الكثافة السكانية 869 نسمة لكل كيلومتر مربع (2,250.7/ميل2). وبلغ عدد الوحدات السكنية 48,296 وحدة بمتوسط كثافة قدره 291.1 لكل كيلومتر مربع (753.9/ميل2).
وتوزع التركيب العرقي للمدينة بنسبة 34.20% من البيض و11.86% من الأمريكيين الأفارقة و0.97% من الأمريكيين الأصليين و21.96% من الأمريكيين ذوي الأصول الآسيوية و3.15% من سكان جزر المحيط الهادئ و20.81% من الأعراق الأخرى و7.06% من عرقين مختلطين أو أكثر و40.73% من الهسبانيون أو اللاتينيون من أي عرق.
بلغ عدد الأسر 45,365 أسرة كانت نسبة 40.3% منها لديها أطفال تحت سن الثامنة عشر تعيش معهم، وبلغت نسبة الأزواج القاطنين مع بعضهم البعض 47.9% من أصل المجموع الكلي للأسر، ونسبة 16.5% من الأسر كان لديها معيلات من الإناث دون وجود شريك، بينما كانت نسبة 7.4% من الأسر لديها معيلون من الذكور دون وجود شريكة وكانت نسبة 28.2% من غير العائلات. تألفت نسبة 20.6% من أصل جميع الأسر من عدة أفراد يعيشون في نفس المنزل ونسبة 7% كانت تتألف من شخص يعيش بمفرده يبلغ من العمر 65 عاماً أو أكثر. وبلغ متوسط حجم الأسرة المعيشية 3.12، أما متوسط حجم العائلات فبلغ 3.60.
بلغ العمر الوسطي للسكان 33.5 عاماً. وكانت نسبة 24.5% من القاطنين تحت سن الثامنة عشر، وكانت نسبة 11.1% بين الثامنة عشر والرابعة والعشرين عاماً، ونسبة 30.5% كانت واقعةً في الفئة العمرية ما بين الخامسة والعشرين والرابعة والأربعين عاماً، ونسبة 23.6% كانت ما بين الخامسة والأربعين والرابعة والستين، ونسبة 10.2% كانت ضمن فئة الخامسة والستين عاماً فما فوق. وتوزع التركيب الجنسي للسكان بنسبة 49.3% ذكور و50.7% إناث.

## المناخ
يظهر الجدول التالي التغييرات المناخية على مدار السنة لهايوارد:
| البيانات المناخية لـهايوارد                                            | البيانات المناخية لـهايوارد | البيانات المناخية لـهايوارد | البيانات المناخية لـهايوارد | البيانات المناخية لـهايوارد | البيانات المناخية لـهايوارد | البيانات المناخية لـهايوارد | البيانات المناخية لـهايوارد | البيانات المناخية لـهايوارد | البيانات المناخية لـهايوارد | البيانات المناخية لـهايوارد | البيانات المناخية لـهايوارد | البيانات المناخية لـهايوارد | البيانات المناخية لـهايوارد |
| الشهر                                                                  | يناير                       | فبراير                      | مارس                        | أبريل                       | مايو                        | يونيو                       | يوليو                       | أغسطس                       | سبتمبر                      | أكتوبر                      | نوفمبر                      | ديسمبر                      | المعدل السنوي               |
| ---------------------------------------------------------------------- | --------------------------- | --------------------------- | --------------------------- | --------------------------- | --------------------------- | --------------------------- | --------------------------- | --------------------------- | --------------------------- | --------------------------- | --------------------------- | --------------------------- | --------------------------- |
| الدرجة القصوى °م (°ف)                                                  | 23.0 (73.4)                 | 27.0 (80.6)                 | 28.0 (82.4)                 | 36.0 (96.8)                 | 37.0 (98.6)                 | 40.0 (104.0)                | 39.0 (102.2)                | 42.0 (107.6)                | 40.0 (104.0)                | 39.0 (102.2)                | 32.0 (89.6)                 | 24.0 (75.2)                 | 42.0 (107.6)                |
| متوسط درجة الحرارة الكبرى °م (°ف)                                      | 14.0 (57.2)                 | 16.0 (60.8)                 | 17.0 (62.6)                 | 19.0 (66.2)                 | 21.0 (69.8)                 | 23.0 (73.4)                 | 24.0 (75.2)                 | 24.0 (75.2)                 | 24.0 (75.2)                 | 23.0 (73.4)                 | 18.0 (64.4)                 | 15.0 (59.0)                 | 19.8 (67.7)                 |
| متوسط درجة الحرارة الصغرى °م (°ف)                                      | 6.0 (42.8)                  | 6.0 (42.8)                  | 7.0 (44.6)                  | 8.0 (46.4)                  | 9.0 (48.2)                  | 11.0 (51.8)                 | 12.0 (53.6)                 | 13.0 (55.4)                 | 13.0 (55.4)                 | 11.0 (51.8)                 | 7.0 (44.6)                  | 5.0 (41.0)                  | 9.0 (48.2)                  |
| أدنى درجة حرارة °م (°ف)                                                | −3.0 (26.6)                 | −3.0 (26.6)                 | −2.0 (28.4)                 | −1.0 (30.2)                 | 2.0 (35.6)                  | 5.0 (41.0)                  | 7.0 (44.6)                  | 6.0 (42.8)                  | 5.0 (41.0)                  | −1.0 (30.2)                 | −1.0 (30.2)                 | −8.0 (17.6)                 | −8.0 (17.6)                 |
| الهطول مم (إنش)                                                        | 132.1 (5.20)                | 121.9 (4.80)                | 108.5 (4.27)                | 43.7 (1.72)                 | 18.0 (0.71)                 | 3.8 (0.15)                  | 1.5 (0.06)                  | 2.8 (0.11)                  | 9.1 (0.36)                  | 39.4 (1.55)                 | 93.7 (3.69)                 | 97.5 (3.84)                 | 672 (26.46)                 |
| ساعات سطوع الشمس الشهرية                                               | 165.0                       | 182.0                       | 251.0                       | 281.0                       | 314.0                       | 330.0                       | 300.0                       | 272.0                       | 267.0                       | 243.0                       | 189.0                       | 156.0                       | 2٬950                       |
| المصدر: The Weather Channel, usclimatedata.com for Sunshine hours data |                             |                             |                             |                             |                             |                             |                             |                             |                             |                             |                             |                             |                             |

## توأمة
لهايوارد (كاليفورنيا) اتفاقيات توأمة مع كل من:
- فوناباشي
- غزنة

## معرض صور

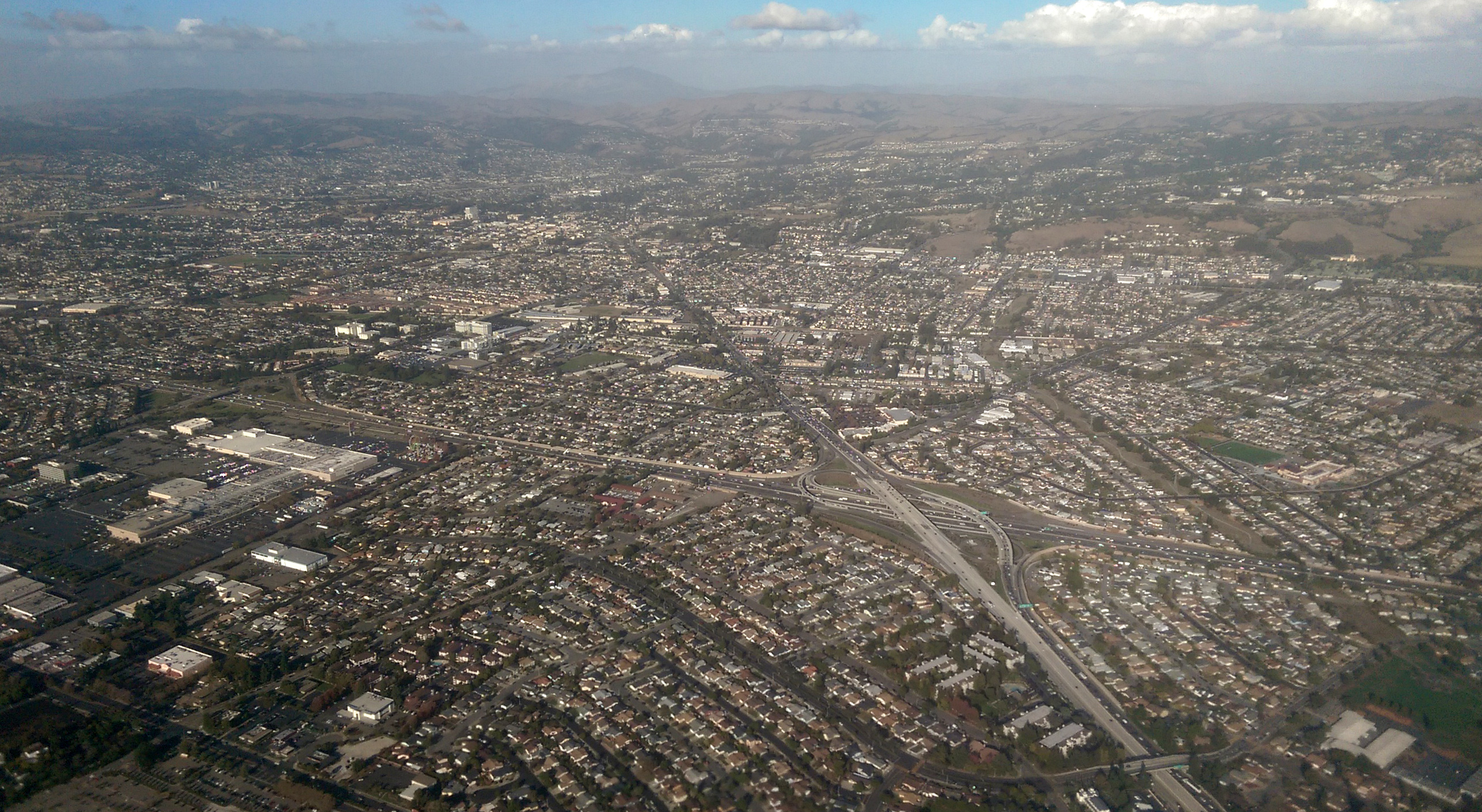
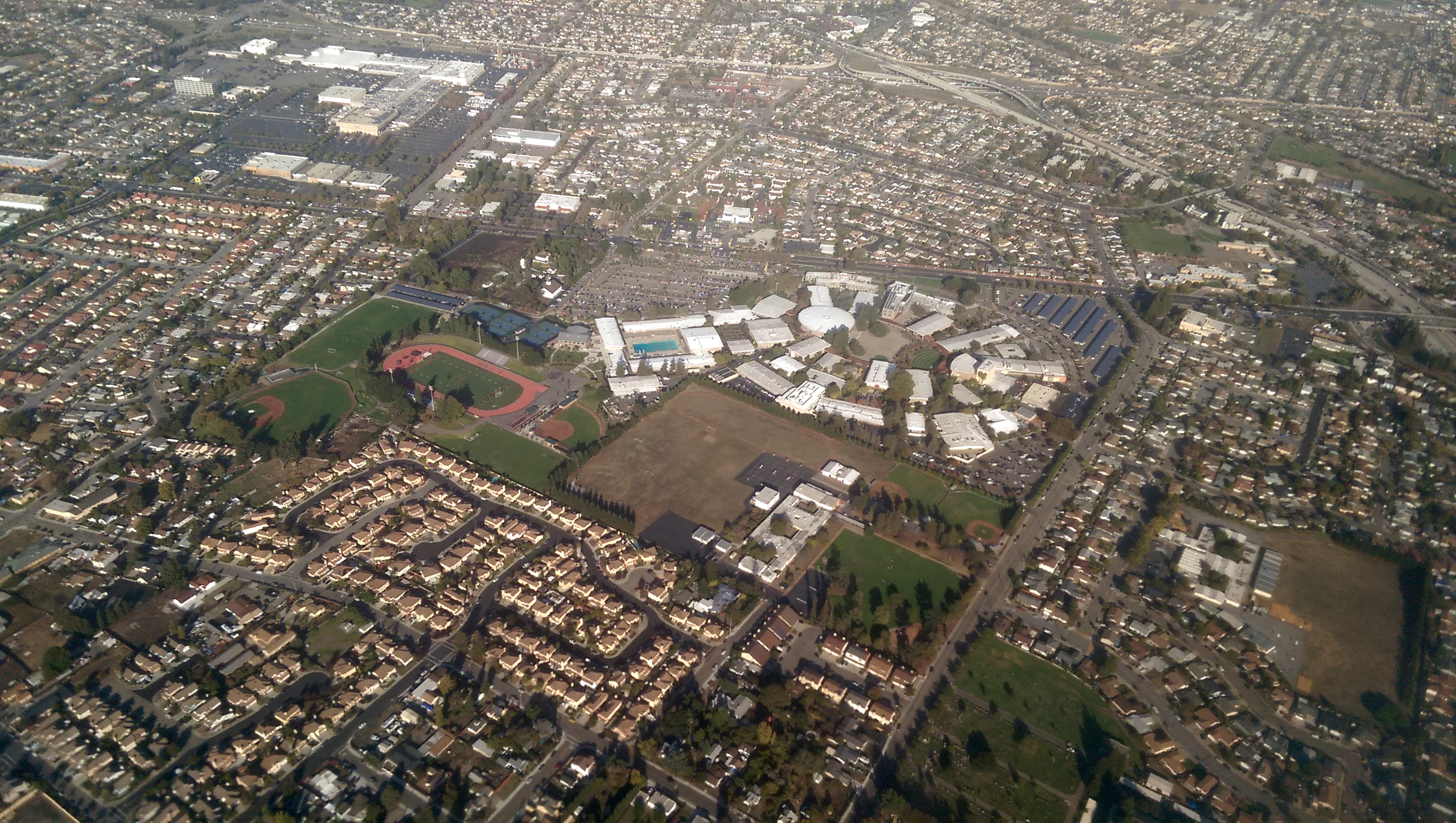
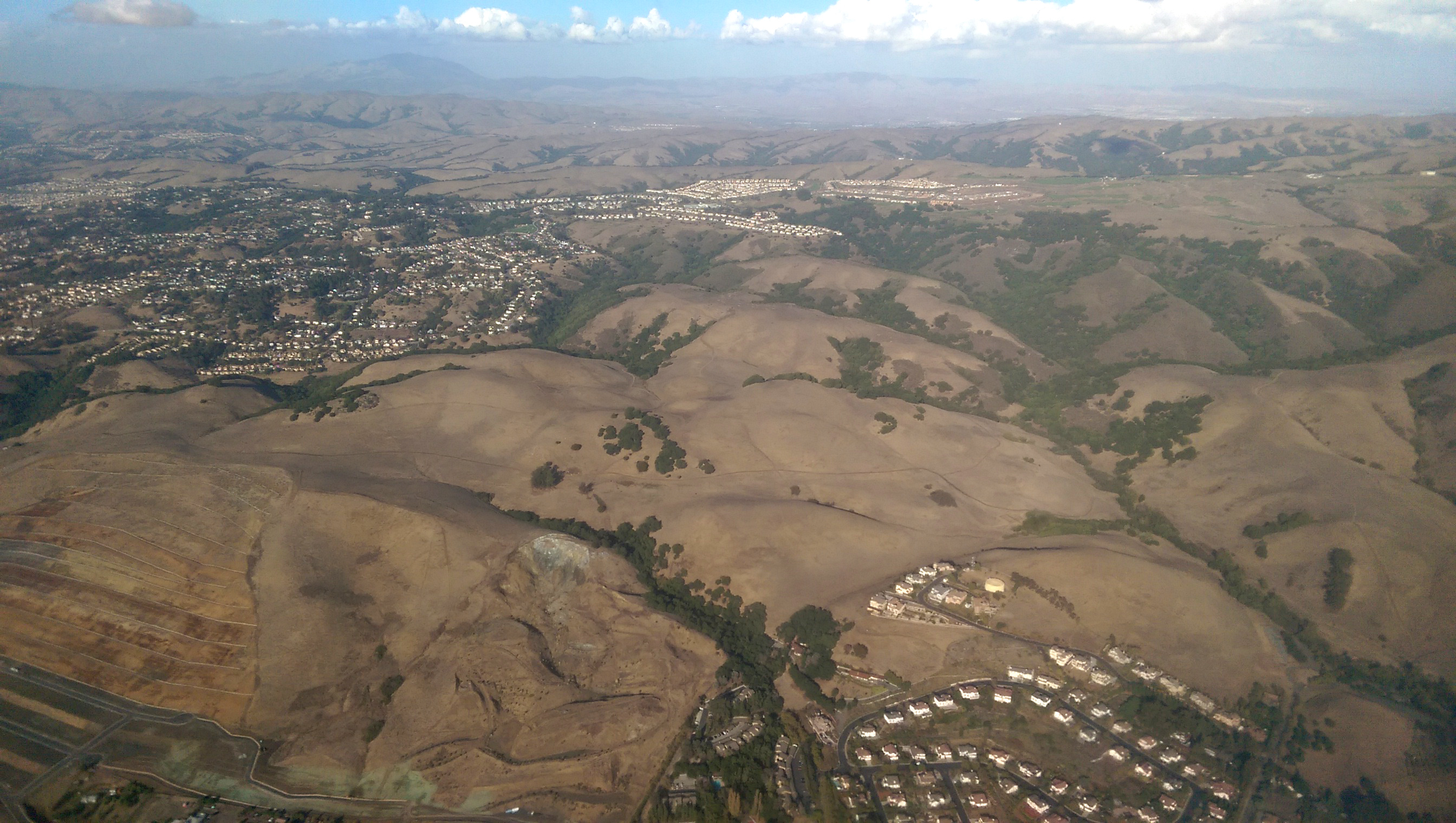
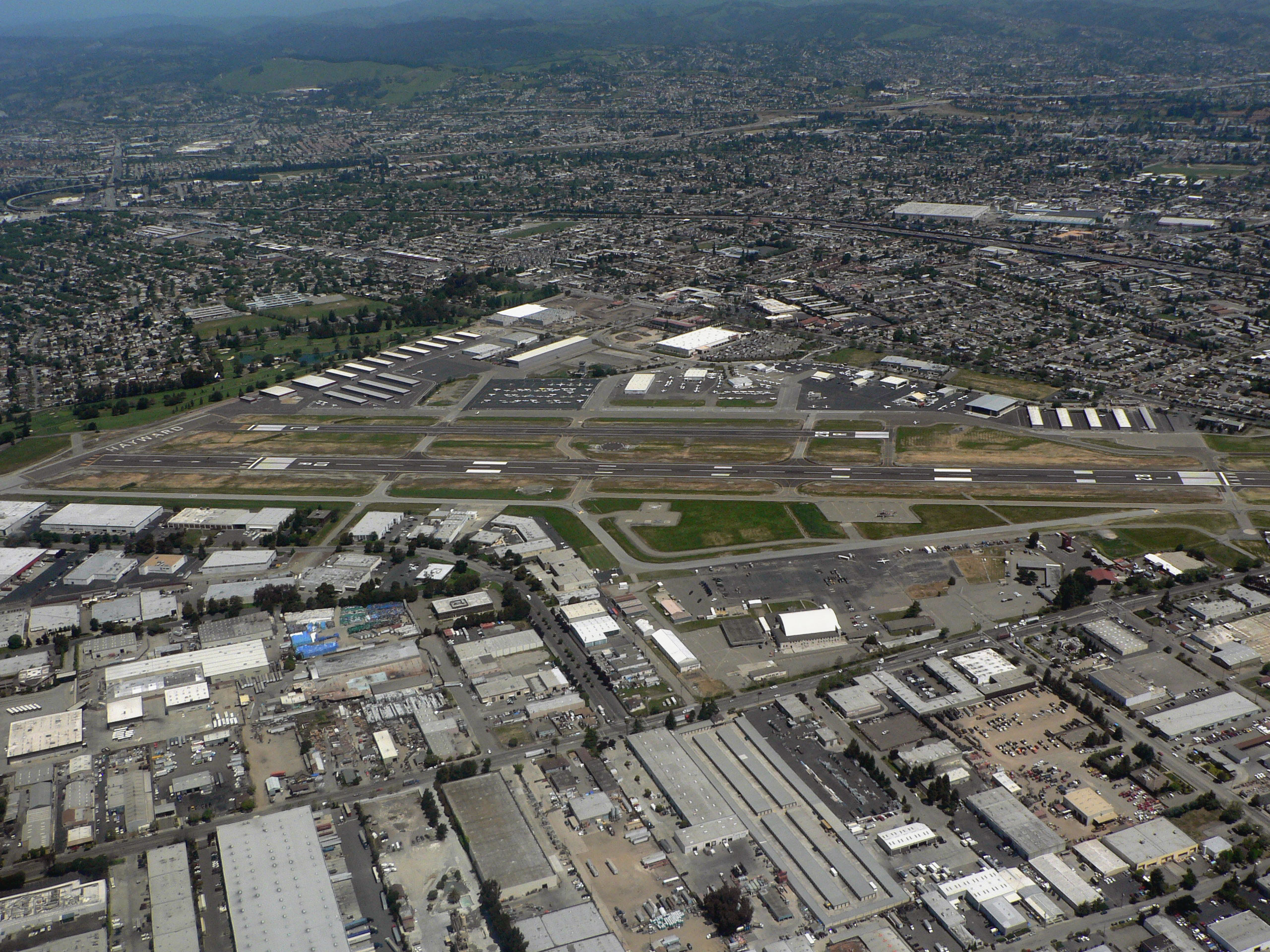
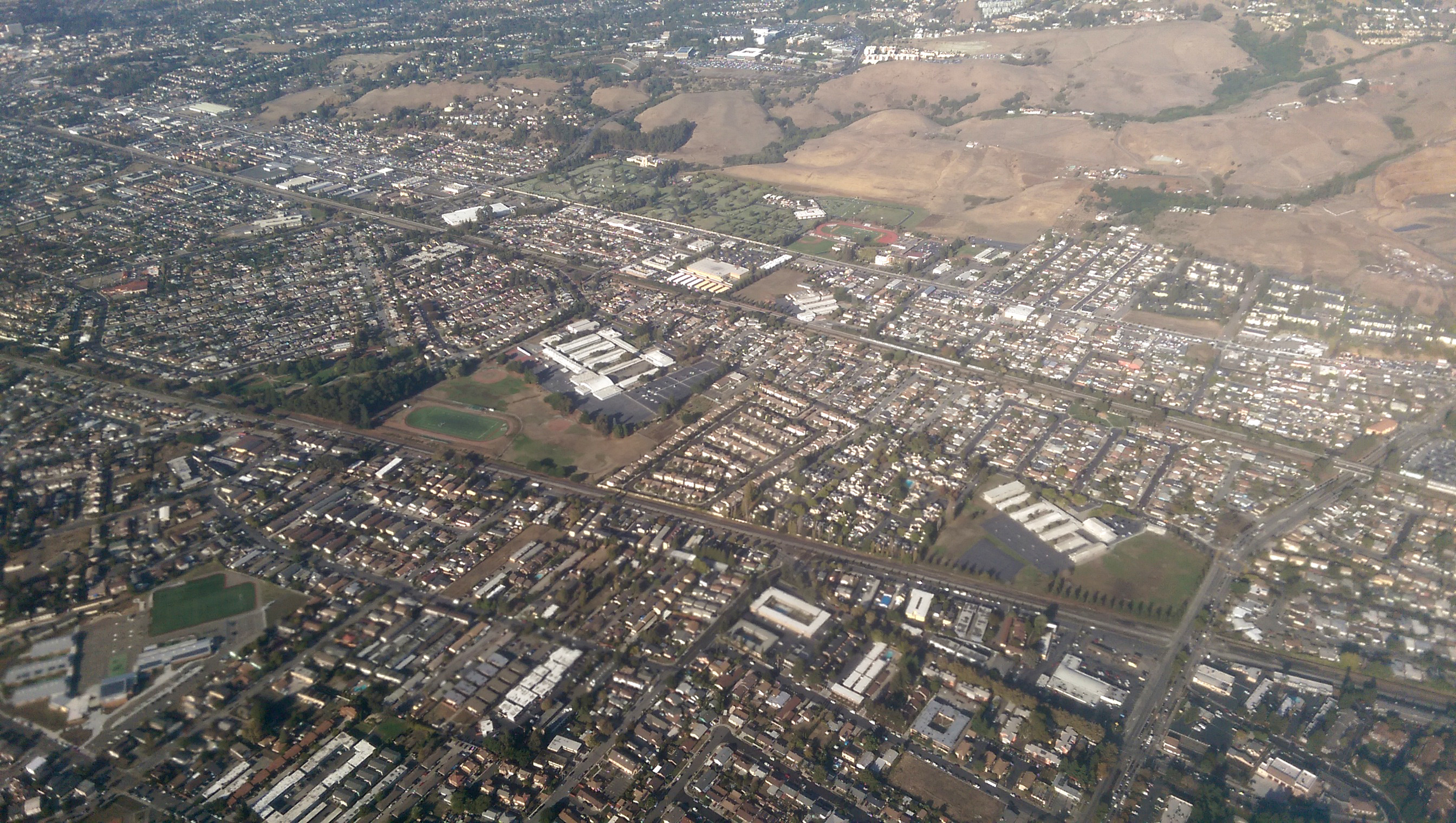
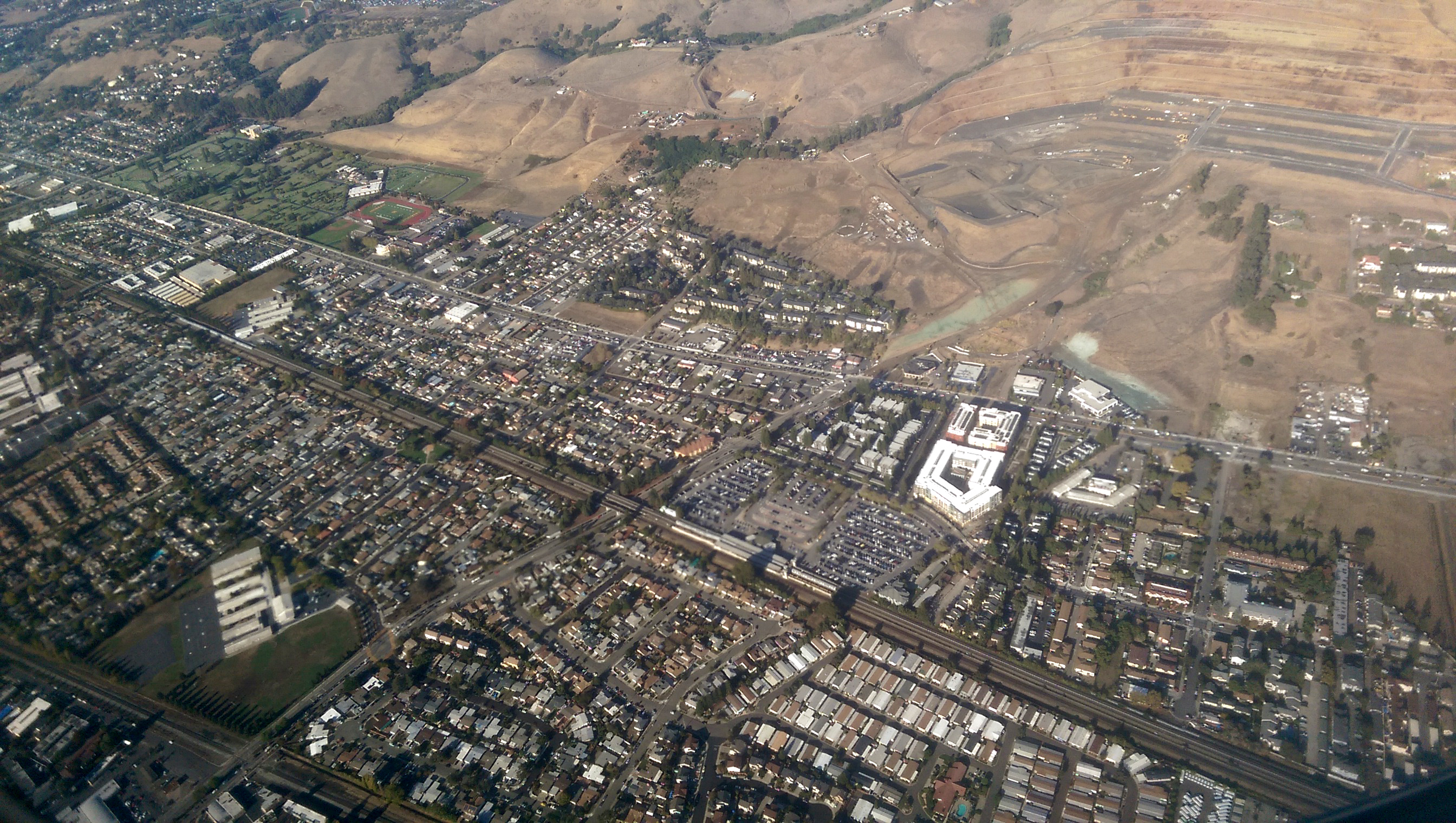

## أعلام
- دي جاي شادو
- كريستي ياماغوتشي
- جوني ألموند
- جوش إيفانز
- كلوديا كولب
- دوين جونسون
- إد فيرنانديز
- جو آبرو
- جون أندرسون
- أرت ديلاني